# Norris (Dakota del Sur)
Norris es un lugar designado por el censo ubicado en el condado de Mellette en el estado estadounidense de Dakota del Sur. En el Censo de 2010 tenía una población de 152 habitantes y una densidad poblacional de 67,15 personas por km².

## Geografía
Norris se encuentra ubicado en las coordenadas 43°28′20″N 101°11′34″O / 43.47222, -101.19278. Según la Oficina del Censo de los Estados Unidos, Norris tiene una superficie total de 2.26 km², de la cual 2.26 km² corresponden a tierra firme y (0%) 0 km² es agua.

## Demografía
Según el censo de 2010, había 152 personas residiendo en Norris. La densidad de población era de 67,15 hab./km². De los 152 habitantes, Norris estaba compuesto por el 10.53% blancos, el 0% eran afroamericanos, el 86.84% eran amerindios, el 0% eran asiáticos, el 0% eran isleños del Pacífico, el 0% eran de otras razas y el 2.63% pertenecían a dos o más razas. Del total de la población el 0% eran hispanos o latinos de cualquier raza.